# Coleoidea
La sottoclasse Coleoidea è un gruppo di Cefalopodi caratterizzato per essere prevalentemente a corpo molle, con conchiglia interna ricoperta da tessuto vivente (mantello), generalmente ridotta nelle forme più evolute, in cui è costituita da strutture chitiniche (Teuthida) o cartilaginee (Octopoda), oppure assente. Questo costituisce una delle differenze più rilevanti nei confronti del gruppo progenitore, i Nautiloida e del gruppo affine degli Ammonoidea, caratterizzati da una conchiglia esterna rigida.
Altri elementi significativi per la distinzione del gruppo sono il numero delle branchie (un paio, rispetto alle due paia dei Nautiloida) e il numero dei tentacoli (da otto a dieci, rispetto alle decine dei Nautiloida).
I Coleoidea rappresentano attualmente le forme più diffuse e note di Cefalopodi (sono Coleoidea ad esempio i calamari, le seppie e i polpi).

## Classificazione
La classificazione dei Coleoidea è basata sul numero delle braccia e dei tentacoli e sulla loro struttura.
- Divisione Belemnoidea† (Belemnoidei)
  - Ordine Aulacocerida† (Aulacoceridi)
  - Ordine Hematitida† (Hematitidi)
  - Ordine Phragmoteuthida† (Fragmoteutidi)
  - Ordine Belemnitida† (Belemnitidi)
- Divisione Neocoleoidea (Neocoleoidei)
  - Superordine Decapodiformes (Decapodiformi)
    - ?Ordine Boletzkyida† (Boletzkidi)
    - Ordine Spirulida (Spirulidi)
    - Ordine Sepiida (Sepiidi)
    - Ordine Sepiolida (Sepiolidi)
    - Ordine Teuthida (Teutidi)

  - Superordine Octopodiformes (Octopodiformi)
    - Ordine Vampyromorpha (Vampiromorfidi)
    - Ordine Octopoda (Octopodi)

## Anatomia

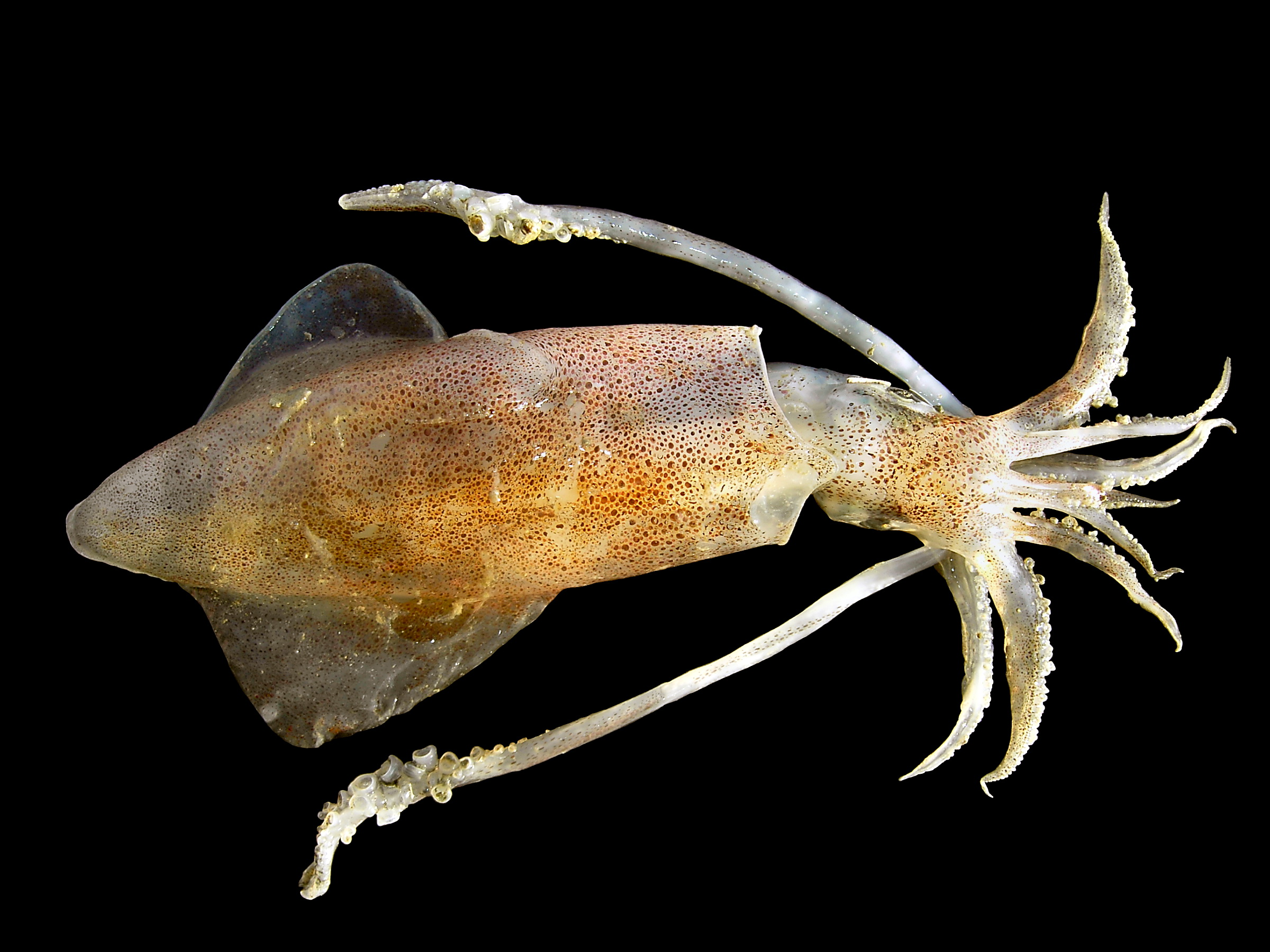
Calamaro comune (Loligo vulgaris). Notare la forma allungata a siluro del mantello con due pinne triangolari, i grandi occhi e le appendici differenziate in otto braccia e due tentacoli allungati con espansioni a clava in posizione distale.

La morfologia del corpo è molto variabile: da forme cilindriche a siluro (calamari), a forme appiattite (seppie), a forme globose (polpi). Le dimensioni variano da pochi centimetri fino a due-tre metri con braccia di oltre dodici metri (calamaro gigante). Talora le braccia possono essere collegate da membrane natatorie di svariate forme e dimensioni. 

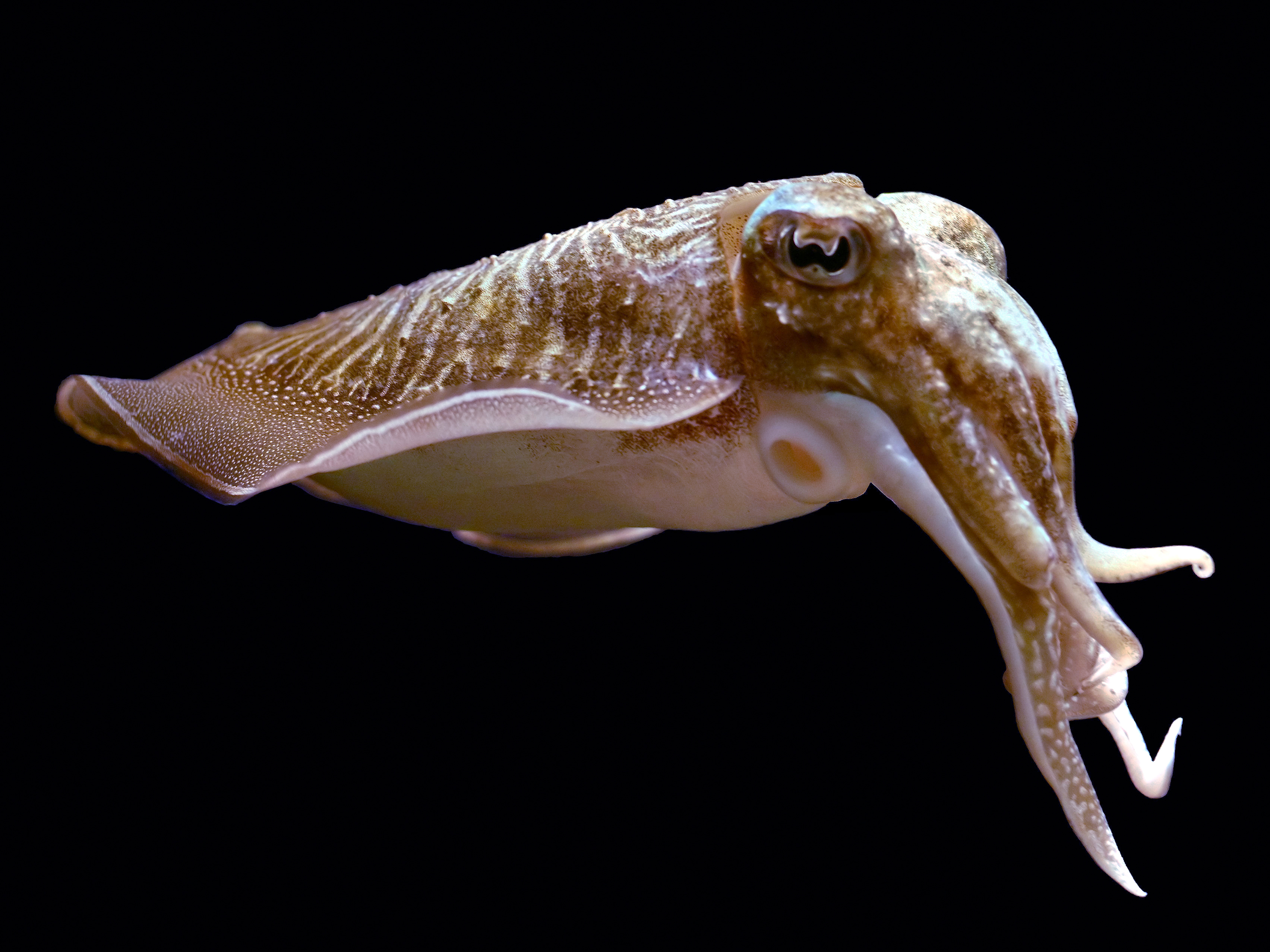
Seppia comune (Sepia officinalis). Notare la forma appiattita.

Il complesso cefalico e le braccia sono nettamente distinti dal resto del corpo. Soprattutto nelle forme bentoniche, sono presenti nel tessuto epiteliale cromatofori, sacche riempite di pigmento soggette a rapida contrazione ed espansione, utilizzate per il controllo della pigmentazione della pelle, con funzione mimetica nei confronti dei predatori e di segnalazione nei confronti dei conspecifici. Diverse specie di elevata profondità sono dotate anche di fotofori, organi bioluminescenti, con funzioni in parte mimetiche (sostanzialmente impediscono l'individuazione della sagoma dell'animale da parte dei predatori), in parte di riconoscimento e segnalazione intraspecifici. 

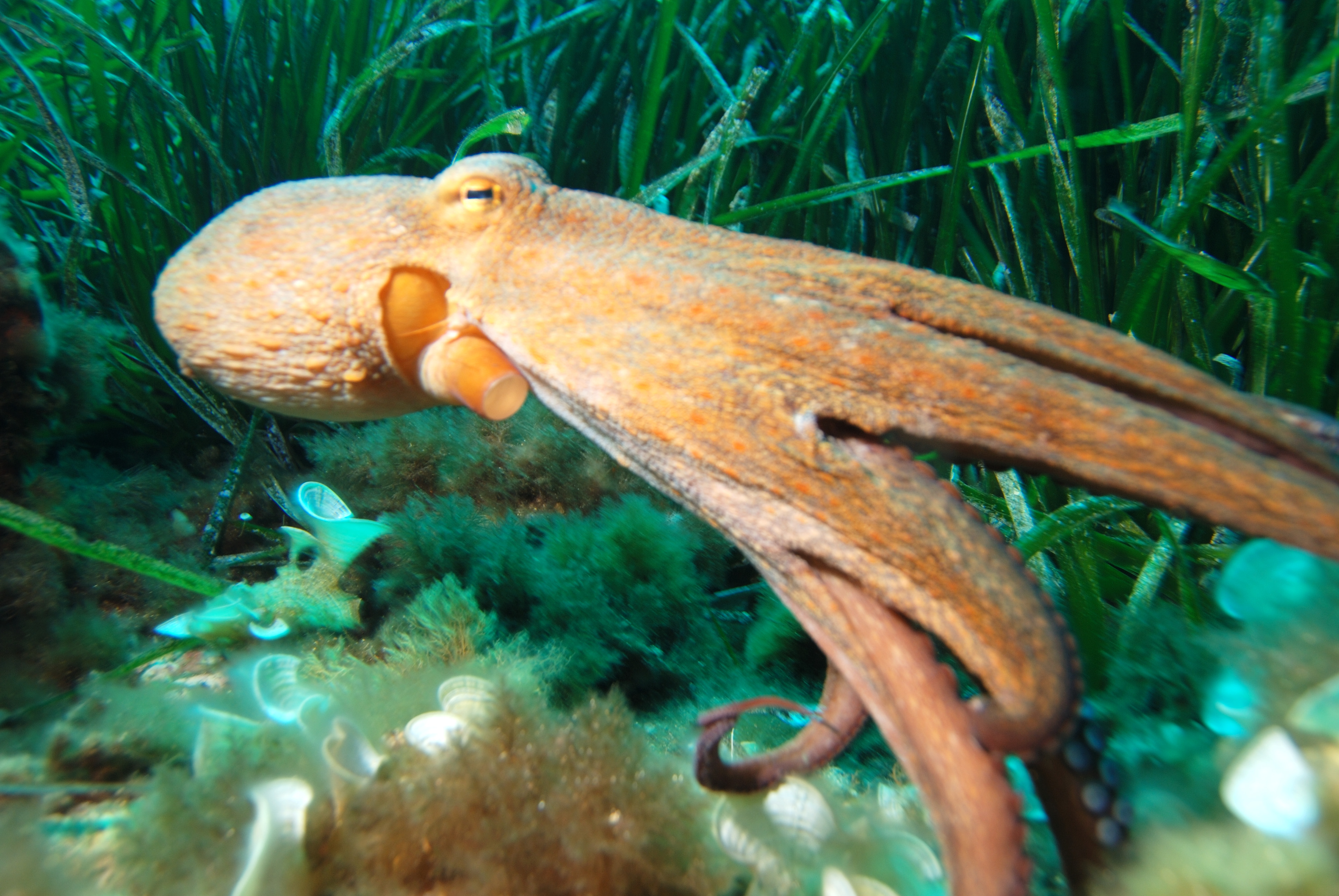
Polpo (Octopus vulgaris). Notare la forma globosa del mantello, privo di pinne, l'imbuto e le braccia non differenziate.

 Sia i cromatofori che i fotofori sono controllati dal sistema nervoso e la loro attivazione è in gran parte volontaria. Per il nuoto possono essere utilizzati sia l'imbuto (propulsione a getto), sia le braccia (in diversi casi provviste di membrana natatoria), sia le pinne situate nella parte posteriore del mantello, con movimenti prevalentemente ondulatori e in talune forme con movimento battente.

### Morfologia
- Capo e tentacoli. Ben differenziato, il capo è caratterizzato da occhi molto sviluppati ed evoluti, con lente e cristallino, capaci di prestazioni simili a quelle degli occhi dei vertebrati. I Coleoidea hanno inoltre portato ad un notevole grado di sviluppo e di complessità degli organi presenti in molti molluschi: le statocisti. Si tratta di cavità situate nella capsula cranica cartilaginea, in posizione postero-ventrale rispetto al cervello, che contengono cellule nervose con recettori differenziati, sensibili all'accelerazione lineare e all'accelerazione angolare. L'accelerazione viene percepita con l'ausilio di microliti calcarei mobili all'interno dell'organo. Le statocisti costituiscono organi dell'equilibrio molto complessi e avanzati, simili al sistema dell'orecchio interno dei vertebrati, e sono in connessione tramite canali neurali con gli occhi. Utilizzando questo sistema, i Coleoidea possono muovere gli occhi in coordinazione con il corpo per mantenere ferma l'immagine focalizzata sulla retina anche quando il corpo dell'animale si muove rapidamente o gira su se stesso (capacità molto importante per dei predatori).

La bocca è dotata di mascelle cornee, in parte mineralizzate simili ad un “becco di pappagallo”. Nella laringe si trova la radula, un elemento a composizione chitino-fosfatica simile ad una raspa, con funzioni masticatorie. Le forme più primitive ed estinte, i Belemnoidea, in base ad alcuni rinvenimenti fossili con l'impronta parziale delle parti molli conservata, avevano presumibilmente dieci tentacoli non differenziati e raccolte in cinque paia, convenzionalmente numerate dal ventre al dorso dell'organismo come I, II, III, IV e V. I tentacoli erano privi di ventose ma dotati di uncini cornei. Le specie appartenenti ai Decapodiformi hanno il IV paio modificato in tentacoli molto allungati rispetto agli altri, con ventose presenti solo in espansioni distali a forma di clava. Gli Octopodiformi hanno subito significative modifiche nel paio II, ridotto a filamenti privi di ventose che funzionano come organi sensoriali (filamenti velari), e infine completamente scomparso nell'ordine Octopoda. Nei Coleoidea di tipo moderno, i tentacoli possono essere dotati di ventose e/o di cirri (appendici tattili carnose), o anche di uncini, a seconda del gruppo.
- Mantello e imbuto. La riduzione e la scomparsa della conchiglia esterna ha portato i Coleoidea a sviluppare un mantello fortemente muscolare. Questo ha dato origine ad un organo orientabile, polifunzionale, l'imbuto, che presiede alla circolazione dell'acqua nel corpo dell'animale con funzioni sia di locomozione che di respirazione. L'acqua marina ossigenata è convogliata nella cavità palleale (contenente le branchie e le terminazioni dei dotti delle gonadi) attraverso le aperture laterali del mantello, situate sotto il capo, ed espulsa violentemente in avanti attraverso l'imbuto, situato in posizione ventrale, permettendo in tal modo il movimento retrogrado dell'animale. Questo flusso consente anche l'allontanamento dei rifiuti prodotti dalla digestione e dai reni. Tale organo è comune a tutti i Cefalopodi: in particolare nei Coleoidea è costituito da un unico lembo muscolare (mentre nei Nautiloida è bilobato). Nella cavità del mantello termina anche il sacco dell'inchiostro, altro carattere peculiare dei Coleoidea: una ghiandola che secerne un liquido denso e scuro, espulso attraverso l'imbuto, che serve all'animale come cortina protettiva per disorientare i predatori e favorire la fuga.

### Fisiologia
Sistema digerente. Costituito da un esofago, da uno stomaco e da un intestino ad anse, che termina in un ano situato entro la cavità palleale. È presente una ghiandola digerente con funzione epato-pancreatica. Il metabolismo è essenzialmente proteinico: è cioè in grado di assimilare e utilizzare solo composti proteici, e non lipidi, carboidrati e zuccheri, in accordo con le abitudini predatorie dei Cefalopodi.
Sistema nervoso. Molto sviluppato, comprende un vero e proprio cervello, situato in posizione circum-esofagea, formato dall'unione degli originari gangli motori degli altri molluschi e protetto da una capsula cartilaginea. Rispetto ai Nautiloida, risulta particolarmente sviluppato e complesso il sistema di fibre nervose che innerva il mantello e rende possibili i complessi movimenti coordinati del mantello stesso, dell'imbuto e delle pinne.
Sistema circolatorio. Di tipo chiuso (sangue contenuto in vasi), con tre cuori: uno principale sistemico e due branchiali, collegati ad un sistema arterioso e venoso. Il sangue ossigenato dalle branchie viene pompato dai due cuori branchiali al cuore principale, dal quale viene distribuito agli organi attraverso tre aorte, e successivamente riconvogliato alle branchie. Il sangue utilizza come pigmento circolatorio l'emocianina, a base di rame, meno efficiente rispetto all'emoglobina dei vertebrati.
Sistema escretore. Costituito da due nefridi, rispetto ai quattro dei Nautiloida. È utilizzato nelle forme più evolute, come già accennato, come parte del sistema di galleggiamento chimico, che fornisce ammoniaca.
Sistema riproduttivo. Le gonadi formano una massa situata sul fondo della cavità del mantello (cavità palleale), collegata a quest'ultima da uno o due gonodotti. 

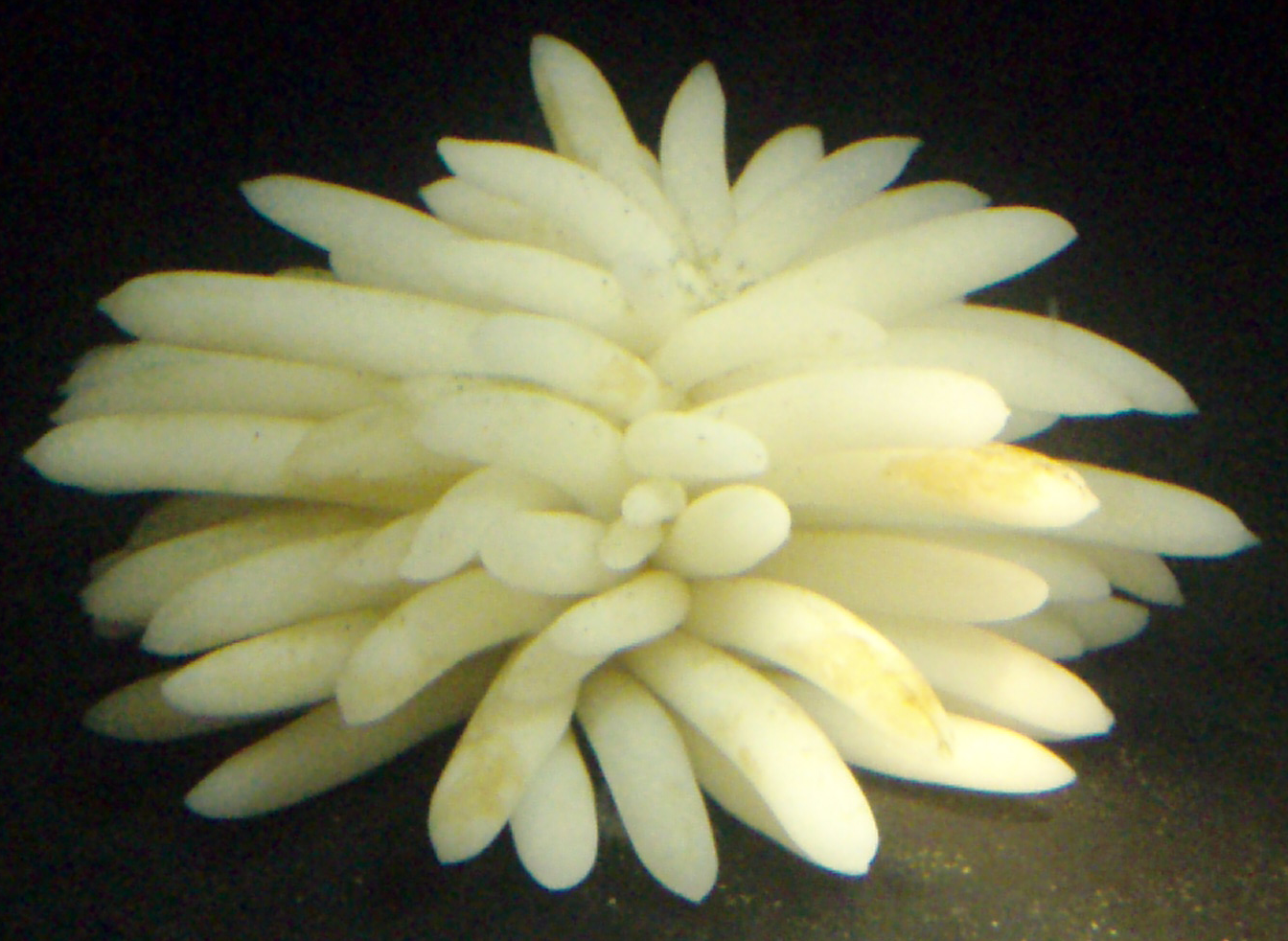
Uova di calamaro.

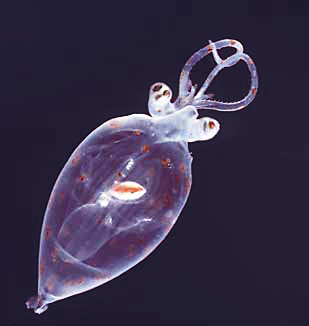
Stadio giovanile (para-larvale)planctonico di cefalopode.

I maschi producono spermatofori (capsule di sostanza organica in grado di preservare e mantenere vitali gli spermatozoi), che introducono nella cavità palleale della femmina per mezzo di una complessa struttura (ectocotile) derivata dalla modifica di uno o più tentacoli, o in alcuni casi per mezzo di un vero e proprio pene.
Le uova fecondate deposte dalla femmina possono essere sia planctoniche che bentoniche, a seconda del gruppo. Lo sviluppo degli esemplari avviene sempre attraverso una fase para-larvale planctonica. Nella maggior parte dei casi, la strategia riproduttiva prevede un unico evento riproduttivo, spesso seguito dalla morte della forma adulta, con un gran numero di esemplari giovanili. Non mancano però forme che depongono un numero ridotto di uova o uova singole. Nelle forme provviste di conchiglia, gli esemplari giovanili nascono con una conchiglia embrionale, la protoconca, e il fragmocono si sviluppa successivamente durante l'accrescimento fino a divenire funzionale e permettere il controllo del galleggiamento.

## Morfologia della conchiglia

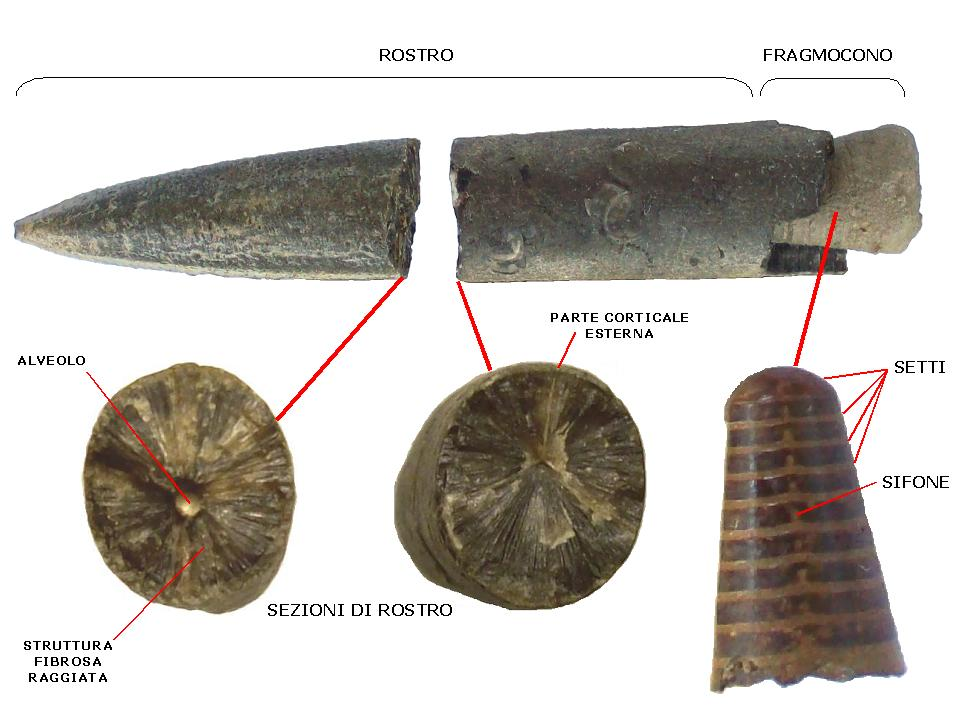
Conchiglia fossile di una tipica Belemnite. Nell'immagine superiore sono visibili (da sinistra a destra): apice di rostro; frammento di rostro con fragmocono ancora infisso nell'alveolo. Nelle immagini inferiori sono visibili un fragmocono (modello interno con setti e sifone visibili), e due sezioni di rostro perpendicolari all'asse della conchiglia: è distinguibile la struttura interna composta da fibre radiali di calcite e da strati concentrici nell'area periferica. Nell'immagine in basso a sinistra si vede in posizione subcentrale la parte terminale dell'alveolo di inserzione del fragmocono.

La conchiglia, originariamente, costituisce l'organo di galleggiamento dell'organismo. È suddivisa in camere da setti. Questi ultimi sono attraversati da un cordone sifonale, in posizione marginale (mai centrale),di tessuto vivente rivestito di fosfato di calcio, che permette all'animale mediante la regolazione per osmosi della pressione dei liquidi e dei gas presenti nelle camere di variare l'equilibrio idrostatico e quindi la profondità. Tipicamente, è costituita da tre parti collegate tra loro:
- Fragmocono. È la parte concamerata e sifonata della conchiglia, di forma variabile da conica (Belemnitidae) ad appiattita ed espansa (Sepiidae), generalmente dritta (ortocona) ma talora variamente ricurva o avvolta in una spirale piana (planispirale), e rappresenta l'organo di galleggiamento. È costituita da lamelle tangenziali di aragonite alternata a conchiolina.
- Rostro. In posizione posteriore, di forma generalmente cilindro-conica (a “sigaro”), ma anche variamente ricurva o appiattita. Presenta un alveolo con il quale si innesta sull'apice del fragmocono. È costituita da lamelle fibrose di calcite, con struttura radiale al nucleo e concentrica nella parte esterna. In alcune forme è presente un elemento ulteriore, l'epirostro. Si tratta di una struttura tubolare-conica che si innesta sulla punta del rostro mediante un alveolo simile a quello del rostro stesso, con una struttura interna però piuttosto diversa, poco calcificata (quindi leggera) e con una corteccia esterna sottile e molto dura. La sua funzione è tuttora discussa: l'opinione prevalente tra i ricercatori è che si tratti di un carattere legato alla maturità sessuale.
- Proostraco. È una lamina che rappresenta il prolungamento anteriore del fragmocono, e costituisce un residuo della camera di abitazione presente nei Nautiloida e negli Ammonoidea. Ha funzioni di protezione e supporto delle parti molli. Si conserva solo eccezionalmente allo stato fossile.

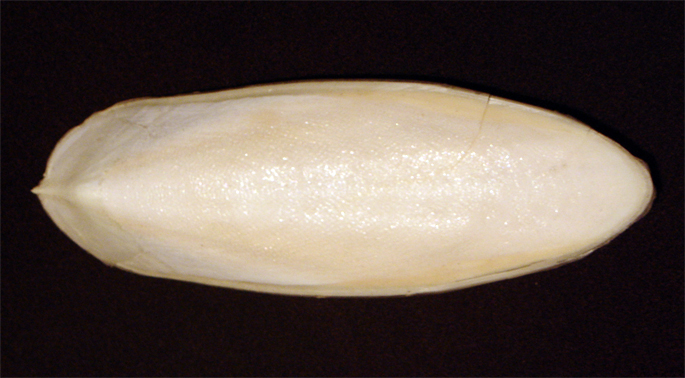
Conchiglia ("osso") di seppia. La parte più sviluppata è il fragmocono (la parte settata), appiattito ed espanso; è presente un rostro molto ridotto in posizione posteriore (verso sinistra)

La riduzione della conchiglia tipica dei Neocoleoidea è avvenuta diversamente nei vari gruppi: nei Sepiida e negli Spirulida la parte rimasta (o comunque prevalente) è il fragmocono, mentre nei Sepiolida e Teuthida la parte conservata è il proostraco, definito gladius o piuma, a composizione cornea o chitinica nelle forme attuali e debolmente calcificata nelle forme fossili.

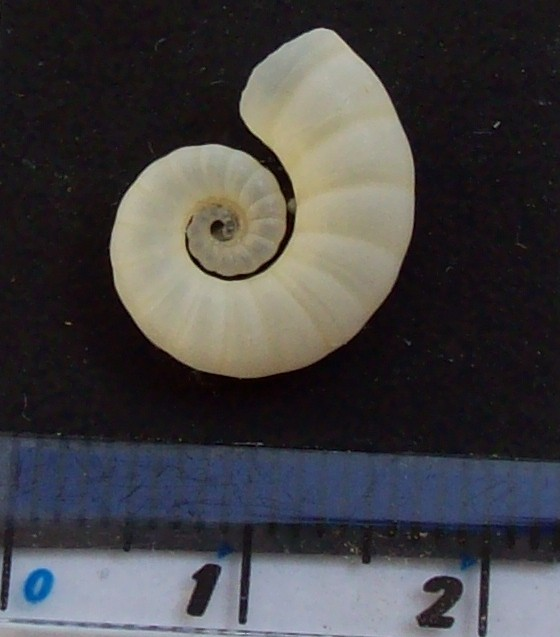
Conchiglia di spirula. È presente solo il fragmocono, con avvolgimento planispirale.

Questo elemento depone a favore di una differenziazione piuttosto precoce, a partire da antenati paleozoici (vedere capitolo sulla storia evolutiva del gruppo).
Nelle forme più moderne prive di fragmocono, il galleggiamento è garantito da un meccanismo di tipo diverso e di origine chimica che si basa sulla sostituzione dello ione cloruro presente nei fluidi corporei (fluido celomatico e fluido fisiologico presente nei tessuti molli) con lo ione ammonio rilasciato continuamente dall'epitelio branchiale e dagli organi renali. Poiché la soluzione derivante da questa reazione è meno densa rispetto all'acqua marina, il risultato è un aumento della spinta di galleggiamento.
Il genere Argonauta (Octopoda) è dotato di una struttura calcarea che viene impropriamente definita conchiglia, con avvolgimento planispirale e priva di setti e sifone, di cui sono provviste solo le femmine che la secernono e la utilizzano come ooteca (cioè come contenitore per proteggere le uova fino alla schiusa).

## Habitat
I Coleoidea, che costituiscono l'assoluta maggioranza dei Cefalopodi attuali, si sono adattati ad una vasta gamma di ambienti marini, da costieri di bassa profondità ad abissali. Sono presenti anche in ambiente di reef e piattaforma carbonatica. Come gruppo, sono limitati soprattutto dalla salinità, essendo forme esclusivamente marine, con concentrazioni di cloruro di sodio (NaCl) che vanno dal 27 ‰ al 37‰. Tuttavia vi sono forme che vivono e si riproducono in ambienti iposalini (fino al 17-18‰ per forme presenti nel Mare di Marmara) o ipersalini (oltre 37‰ per forme che abitano le acque costiere del Mar Rosso). Sempre a livello di gruppo, la temperatura non è un fattore particolarmente limitante: sono adattati ad una vasta gamma di temperature, con forme che popolano le acque polari artiche e antartiche e forme tropico-equatoriali. Abbiamo forme bentoniche vagili (cioè mobili ma non nectoniche), necto-bentoniche, nectoniche e planctoniche anche nello stadio adulto. Vi sono forme solitarie e territoriali (come ad esempio il polpo o la seppia), di solito bentoniche o necto-bentoniche, e specie gregarie, in genere nectoniche e pelagiche, che si spostano in branchi più o meno numerosi (tipico esempio sono i calamari).
Per quanto riguarda le forme estinte (Belemnoidea), le testimonianze fossili sono piuttosto ricche, almeno per il Mesozoico, e permettono una ricostruzione abbastanza accurata dello stile di vita. Dopo un breve periodo di vita larvale planctonica, passavano ad una vita nectonica oppure necto-bentonica in ambiente marino neritico (nell'ambito della piattaforma continentale). Le forme ipotizzabili come pelagiche (capaci di dispersione oceanica anche nello stadio adulto) erano poche. Si trattava probabilmente di forme gregarie, che di spostavano in banchi numerosi similmente ad alcuni pesci, come sembrano suggerire i rinvenimenti frequenti di accumuli di rostri attribuibili ad una sola o a poche specie. I rostri sono le parti della conchiglia più resistenti, che si rinvengono più facilmente fossili nei sedimenti. Ovviamente, occorre tenere presente che i gas interni alla conchiglia potevano permetterne il galleggiamento per un certo tempo dopo la morte dell'individuo e consentirne il trasporto ad opera di onde e correnti: pertanto si tratta di forme fossili prevalentemente alloctone, che danno indicazioni paleo-ambientali poco significative. Gli Spirulida e i Sepiida sono le forme attuali più vicine a quelle fossili.

## Storia evolutiva
Le origini filetiche dei Coleoidea sono ancora piuttosto discusse. La maggior parte dei ricercatori li collega ai Nautiloida (Orthoceratidae), dai quali si sarebbero evoluti nel Paleozoico (a partire dal Devoniano). I Coleoidea paleozoici sono tuttavia relativamente rari, con forme riferibili principalmente agli ordini Aulacocerida (Devoniano-Triassico) e Phragmoteuthida (Permiano-Triassico Superiore-Cretaceo Superiore). Ai Teuthida sono ricondotte poche forme, rare e poco conosciute. 

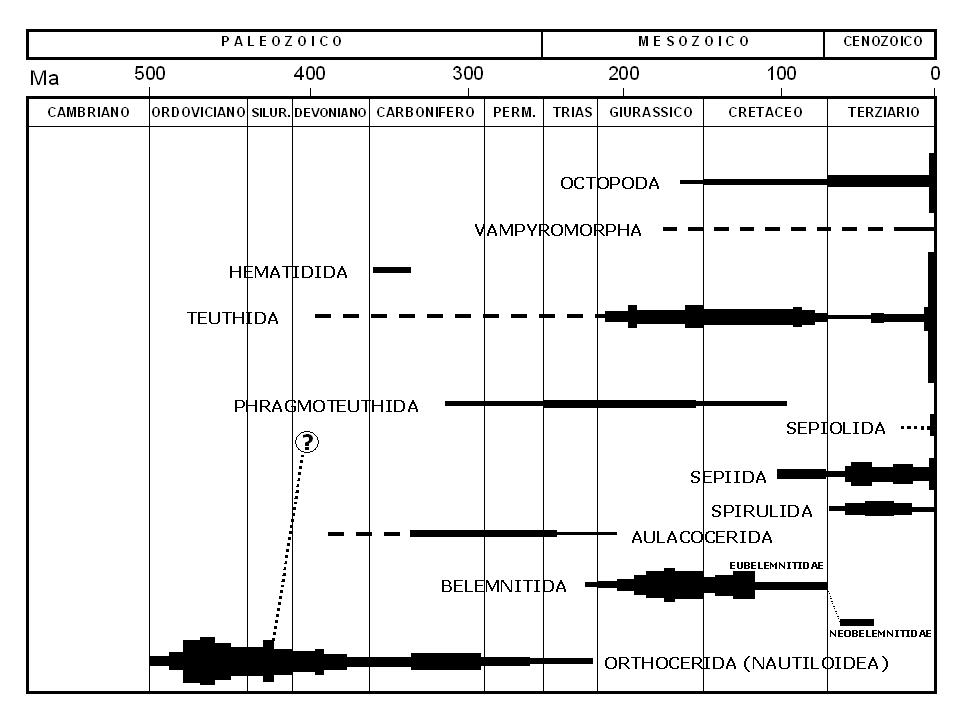
Distribuzione stratigrafica dei principali gruppi tassonomici dei Coleoidea.

Nel Mesozoico i Coleoidea tendono a divenire più frequenti, e dal Triassico superiore compaiono le prime vere belemniti, che hanno una diffusione esplosiva durante tutto il Giurassico e il Cretaceo. I Teuthida divengono parallelamente più numerosi e diffusi a partire dal Giurassico Inferiore e mantengono una buona differenziazione per tutto il Mesozoico. Nel Giurassico superiore compaiono i primi Octopoda, forse separatisi da un gruppo simile agli attuali Vampyromorpha, con forme ancora dotate di conchiglia interna e di pinne. I Sepiida si originano nel Cretaceo superiore e acquistano rapidamente una certa diffusione, che incrementeranno ulteriormente nel Terziario. I Belemnoidea subiscono pesantemente la crisi biologica al passaggio Cretaceo-Terziario con una drastica riduzione, anche se riprendono brevemente (Neobelemnitidae) nel Terziario inferiore (Paleocene-Oligocene), per estinguersi definitivamente alla fine di questo periodo. Nel Terziario compaiono gli Spirulida, caratterizzati dalla tendenza del fragmocono all'avvolgimento planispirale del lato ventrale, dapprima con forme dotate di rostro massiccio (Spirulirostridae), presenti fino al Miocene, poi rappresentate da forme pelagiche dotate del solo fragmocono (attuale Spirula spirula). Complessivamente, nel Terziario e soprattutto nel Quaternario si ha la differenziazione e la diffusione esplosiva dei Neocoleoidea, con forme prevalentemente a corpo molle o con conchiglia interna rudimentale.

## Interesse economico
I Coleoidea rappresentano una risorsa di grande importanza per il consumo alimentare umano, così come per l'industria di trasformazione e la rete di distribuzione collegata.
Queste forme sono state oggetto di pesca su base artigianale per migliaia di anni: sono note rappresentazioni artistiche con soggetti di pesca con immagini di cefalopodi coleoidei (polpi, seppie, calamari) nella pittura vascolare e parietale della civiltà Minoica (2000-1450 a.C.), ed erano ben conosciute, molto apprezzate come cibo e rappresentate in varie forme artistiche da diverse culture (Greci, Romani, Cinesi tra le civiltà più note).
La pesca industriale di queste forme è stata iniziata in tempi recenti dai Giapponesi, negli anni '60 del ventesimo secolo, sotto la spinta della domanda interna (i cefalopodi sono molto apprezzati nella cucina giapponese tradizionale e nelle cucine orientali in genere), e si è rapidamente sviluppata a livello globale. La pesca ai cefalopodi è ulteriormente incrementata con la diminuzione progressiva di altre risorse ittiche (pesci, cetacei), sottoposte ad una pressione eccessiva. L'entità delle catture a livello mondiale, dalle statistiche FAO (2000), è pari a circa 3,3 milioni di tonnellate/anno, corrispondenti al 3,6% della pesca totale per anno. Il valore del pescato è stimabile intorno ai cinque miliardi di dollari USA, quota che permette di inserire i cefalopodi al quinto posto tra le risorse della pesca industriale, dopo pesci costieri in genere, crostacei, tonni, merluzzi e naselli.